# Jean-Étienne Lallier
Pour les articles homonymes, voir Lallier.
Jean-Étienne Lallier, né le 2 février 1816 à Beuvardes (Aisne) et mort le 19 janvier 1892 à Soissons, est un inventeur et constructeur français, et notamment l'un des premiers constructeurs d'une moissonneuse-lieuse.

## Biographie

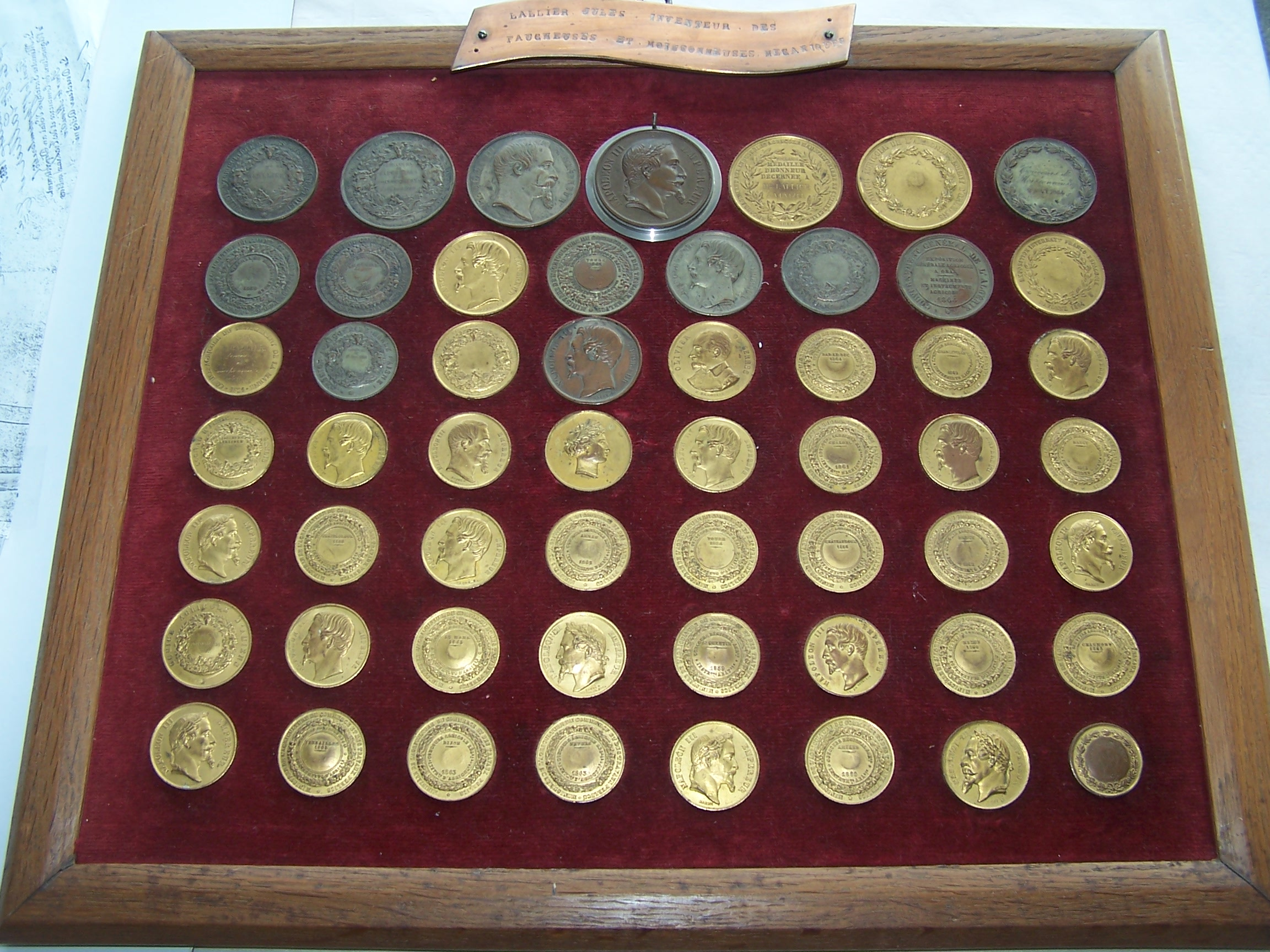
Médailles gagnées par Jean-Étienne Lallier

Jean-Étienne Lallier, né à Beuvardes (Aisne) le 2 février 1816  est l'un des premiers à avoir construit une moissonneuse-lieuse. Mécanicien, il passera une bonne partie de sa vie à inventer et construire d'ingénieuses machines agricoles dans le seul but d'alléger la peine des agriculteurs français.
Ces inventions conduisirent au dépôt de nombreux brevets auprès du Conservatoire national des arts et métiers et de nombreuses médailles (d'or et d'argent) à l'issue des concours agricoles auxquels il a participé en France et à l'étranger (notamment à Oran en Algérie). 
Le manque de moyen l'empêchera de développer son idée et le plongera dans l'oubli général, au profit de la famille américaine McCormick. 

## Brevets
- 29 août 1855 - Machine à battre les céréales et son manège dit "Système Lallier".
- 23 août 1858 - Faucheuse-moissonneuse
- 30 janvier 1865 - Machine à battre les céréales reliée par un bâti en bois à son manège avec lequel elle est portative ou locomobile.
- 18 mai 1866 - Amélioration pour la machine à faucher et à moissonner.
- 22 mai 1875 - Moissonneuse à deux roues dites "la Persévérante".
- 22 octobre 1879 - Mécanique applicable au liage des céréales dites "lieuse Lallier".

## Galerie

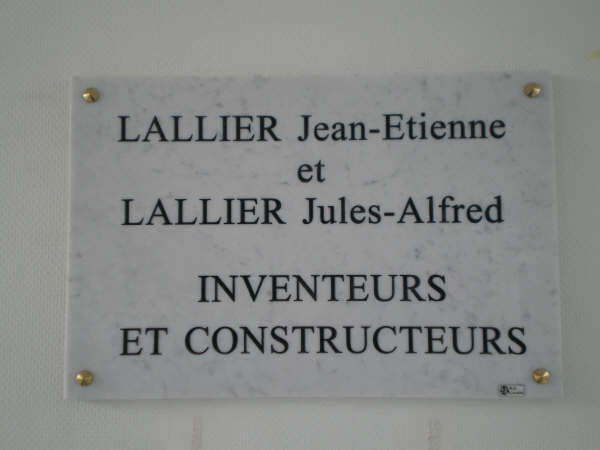
Plaque d'inauguration
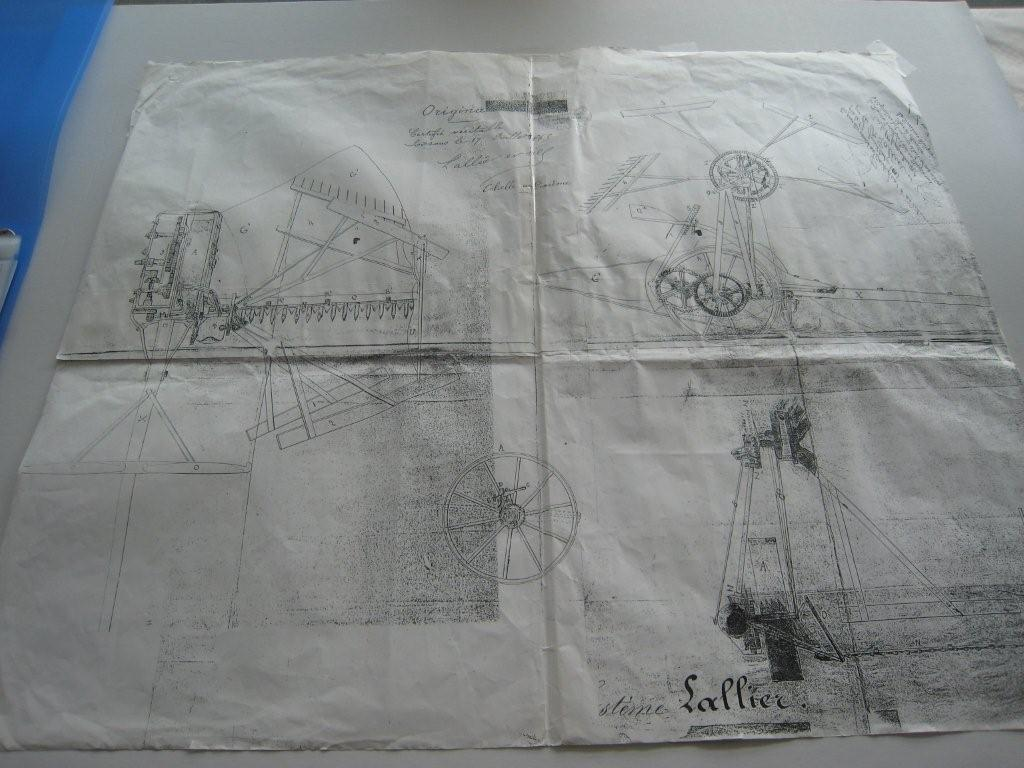
Brevet